# Hansez
Hansez ou Hansé est un hameau de la commune d'Olne au pays de Herve, dans la province de Liège (Région wallonne de Belgique).

## Étymologie
- 1267 : Mention de Hancheis
- 1441 : Hancheit
- XVIIIe siècle : Hansez (ez =é)
- Chemin de Hansez à Herve[1]
- la graphie Hansez, actuellement utilisée, est une ancienne graphie du XVIIe siècle où l'on utilisait encore le z pour montrer la prononciation du é.

## Situation
Ce hameau du pays de Herve se situe au sommet du versant nord de la Vesdre quelque 150 m d'altitude au-dessus de la rivière. Il étire ses habitations sur un peu moins de deux kilomètres le long d'une rue de campagne. Il se trouve entre les villages de Trooz, Nessonvaux et Fraipont situés dans la vallée et Olne implanté sur le plateau et avoisine le hameau de Gelivaux.

## Description
Le noyau le plus ancien du hameau est principalement constitué de quelques fermes en carré et fermettes construites en pierre calcaire donnant une belle unité de ton. Des constructions récentes sont venues s'ajouter de part et d'autre de ce noyau initial.

## Histoire
- Une partie des terres de Hansez appartient, dès 1267, aux couvents prémontrés de Cornillon.
- En 1471, un certain Jehan de Hansez est accusé d'avoir donné l'hospitalité à des Liégeois fugitifs, trois ans après la destruction de Liège par Charles le Téméraire.
- Patronyme : Hansez devient un nom de famille en 1443. Ce ne sont pas des ancêtres des barons d'Olne.
- Commune dès 1792, incluse dans le canton de Fléron puis de Hodimont en même temps que Saint-Hadelin en 1796, elle est incluse dans la commune d'Olne en 1829.

## Lieux et édifices remarquables
- La chapelle de Hansez : sous l’impulsion du Curé Fossoul, les habitants du hameau construisent la chapelle de Hansez en 1924. Rénovée en 2007, c'est devenu une salle de la commune d'Olne affectée à des actions culturelles : l'Espace culturel Hansez.
- La mare de Hansé, remarquable par son biotope.
- Le séchoir à chardons cardères[2].
- Plusieurs potales.